# Speciazione (evoluzione)
La speciazione è un processo evolutivo grazie al quale si formano nuove specie da quelle preesistenti. Il concetto di speciazione è stato essenzialmente sviluppato da Ernst Mayr, Julian Huxley e Teodosij Dobžanskij.
La speciazione risulta dalla selezione naturale e/o dalla deriva genetica, che sono i due motori dell'evoluzione. Questo fenomeno è una delle colonne portanti del neodarwinismo.

## Modalità di speciazione
Le diverse modalità di speciazione possono essere classificate in due ampie categorie: la divergenza adattiva, che consiste nello sviluppo graduale e in tempi lunghi dell'isolamento riproduttivo, sotto la spinta della deriva genetica o della selezione naturale, e la speciazione improvvisa, che avviene bruscamente e riguarda in massima parte la nascita di individui (di solito vegetali) con corredo cromosomico poliploide (es. tabacco, cotone, patata).

### Divergenza adattiva
Vi sono quattro differenti modalità di speciazione per divergenza adattiva: allopatrica, parapatrica, peripatrica e simpatrica, associate al livello di isolamento geografico delle popolazioni speciantesi.

#### Speciazione allopatrica
Esistono due grandi tipi di speciazione allopatrica, entrambi i modelli proposti da Ernst Mayr:
- Speciazione dicopatrica o per vicarianza
- Speciazione peripatrica o per dispersione

La speciazione allopatrica prevede l'esistenza di barriere geografiche che separando due popolazioni di individui della stessa specie in due territori differenti (definiti isole), interrompono il flusso genico della popolazione iniziale portando alla diversificazione di due specie differenti (vicarianza).
L'isolamento geografico può essere legato alla presenza di barriere naturali preesistenti quali montagne, deserti, mari, etc. oppure essere il risultato di una modificazione ambientale (innalzamento del livello del mare, deviazione di un corso d'acqua, costruzione di barriere artificiali, etc.).
Quando due popolazioni di individui della stessa specie si trovano in condizioni di isolamento, le nuove condizioni ambientali favoriscono per selezione ulteriori cambiamenti genetici, per cui, se l'isolamento persiste per un periodo sufficiente, la neo-specie non sarà più in grado di incrociarsi con la popolazione di origine.
L'esempio classico, da cui prende origine questa teoria, è quello dei "fringuelli di Darwin", osservati da Charles Darwin sulle isole Galápagos.

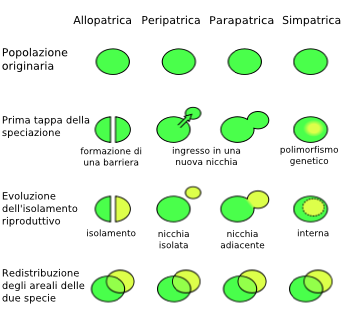
Differenti modalità di speciazione

#### Speciazione parapatrica
Si parla di speciazione parapatrica quando la divergenza avviene all'interno di popolazioni che non sono totalmente isolate geograficamente ma possiedono una ristretta zona di contatto. Le migrazioni tra popolazioni sono tuttavia limitate poiché queste ultime si perpetuano all'interno di condizioni ambientali differenti (per esempio gradienti climatici). La selezione naturale ha dunque un ruolo importante in questa modalità di speciazione.
- Se le due specie hanno acquisito completo isolamento riproduttivo possono sovrapporsi, in base alle preferenze di habitat.
- Se si sono sviluppate barriere di isolamento riproduttivo ma non compatibilità ecologica, gli areali si mantengono parapatrici.
- Se non sono state acquisite barriere anti-ibridazione, si forma una zona di contatto che porta alla formazione di ibridi, nei quali possono evolvere barriere post-copula.

#### Speciazione peripatrica
La speciazione peripatrica, o speciazione per "effetto del fondatore" avviene quando un piccolo numero di individui costituisce una nuova popolazione ai margini dell'areale della specie di origine, ad esempio colonizzando una piccola isola vicina alla costa. La nuova popolazione può rapidamente evolvere in una nuova specie.
A questo modello sono riferibili i casi di semi-specie, circoli di specie, super specie.

#### Speciazione simpatrica
La speciazione simpatrica avviene quando due popolazioni non isolate geograficamente si evolvono in specie distinte grazie alla presenza di polimorfismo nel tempo. In questo caso la selezione naturale gioca un ruolo cruciale nella divergenza delle popolazioni. Il fenomeno presenta tuttora degli aspetti controversi ma è stato ben documentato in alcuni casi, per esempio nei pesci di acqua dolce della famiglia dei Ciclidi.
I principali studi in questo campo riguardano gli esperimenti sulla Drosophila.
La speciazione simpatrica può avvenire per formazione di una criptospecie, ossia di una popolazione non più interfeconda con la specie di origine, a causa di alterazioni del cariotipo.
Questo meccanismo può rientrare tra le modalità di speciazione improvvisa.
La speciazione simpatrica si può vedere in paleontologia quando specie e generi, indagati con criterio stratigrafico, dimostrano le derivazioni fra loro e i rapporti filetici; tali taxa si susseguono nel tempo geologico, nell'ambito di un dominio paleogeografico isolato. Vedi l'esempio degli ammoniti Hildoceratidae in Appennino durante il Toarciano della Tetide occidentale (Giurassico inferiore; Venturi et al., 2010).

### Speciazione improvvisa
La speciazione improvvisa, o istantanea, è un processo che riguarda prevalentemente gli organismi vegetali e si verifica in tempi brevi. Tipica causa è il fenomeno della poliploidia, che consiste in un aumento del numero di cromosomi rispetto al normale assetto diploide. 
La poliploidia può avvenire per:

Meccanismo della poliploidia

- una non-disgiunzione dei cromosomi durante il processo mitotico o meiotico;
- un processo meiotico o mitotico avvenuto senza errori, ma senza la successiva citodieresi.

Dunque, prendendo in esame un qualunque individuo diploide, si ha una situazione del genere:
- l'individuo effettua la meiosi;
- durante la meiosi, avviene una non-disgiunzione dei cromosomi: i gameti risulteranno quindi diploidi;
- i gameti si incrociano tra loro: lo zigote risultante sarà tetraploide, ossia avrà un assetto cromosomico doppio rispetto al suo ascendente originario, cioè l'organismo iniziale preso in considerazione.

Tuttavia, la formazione di criptospecie avviene perlopiù a livello di ibridi, cioè di individui frutto dell'incrocio di due specie differenti e quindi sterili. Nel caso degli organismi vegetali, gli ibridi sterili sopperiscono attraverso la riproduzione le specie saranno sempre differenti da quelle precedenti e paradossalmente si avranno specie a rischio di estinzione di massa.
Nel 2011 è stato documentato il caso di speciazione simpatrica in organismi termofili.